# Эдра, Логан
Логан Эланна Эдра (англ. Logan Elanna Edra; род. 8 мая 2003, Чула-Виста, Калифорния), также известная как Logistx — американская би-гёрл. Участница соревнований по брейкингу на летних Олимпийских играх 2024 года в Париже.

## Биография
Логан Эдра родилась 8 мая 2003 года в Чула-Висте, штат Калифорния. Её бабушка и дедушка приехали в США с Филиппин. В детстве девочка ходила на балет, но позже из-за дороговизны от него пришлось отказаться. На брейк-данс её обманом привёл отец, когда ей было 7 лет. Он сам занимался им в молодости. Они с папой пошли на занятия для детей при местной церкви, которую посещали. Логан думала, что папа ведёт её на рисование. Поначалу девочка боялась, так как была очень застенчивой, но постепенно втянулась и полюбила эти танцы. Для укрепления физической формы Логан занималась гимнастикой. Присоединилась к команде Underground Flow и с 10 лет начала принимать участие в соревнованиях. Имя Logistx придумал ей отец. В 7 классе перешла на домашнее обучение, чтобы больше времени уделять тренировкам.
В 2018 году Логан победила на чемпионате Silverback Open и тем самым заявила о себе среди брейкеров. В 2019 году приняла участие в Red Bull BC One. Снялась в спортивном фильме о гимнастках «Изо всех сил 2: Всё получится!», продолжении фильма «Изо всех сил» (2015). Когда началась пандемия Логан переехала к маме в Южную Флориду. Использовала это время для передышки. Посещала терапию, чтобы справиться с психологическими проблемами. Её преследовали детские травмы, связанные с давлением («Я выросла в очень строгой семье, поэтому иногда чувствовала себя роботом. Я думала, что от меня ждут совершенства»), и стресс из-за выступлений на мероприятиях высокого уровня, когда на плечи ложится слишком большая ответственность.
В 2021 году Эдра победила на Red Bull BC One, став на тот момент самой молодой обладательницей этого титула и первой американкой получившей его. В следующем году в финальном баттле ей уже пришлось уступить свой титул би-гёрл Индии из Нидерландов. Эдра была допущена до Олимпийской квалификационной серии и прошла на Олимпийские игры в Париже, где брейкинг должен был быть впервые представлен. На Играх участвовала в трёх баттлах в групповом этапе, но не смогла пройти дальше.
В одном из интервью Эдра сказала, что не знает, как долго будет заниматься брейкингом, но хотела бы поступить колледж и стать спортивным психологом.